# Eilema iluopsis
Eilema iluopsis är en fjärilsart som beskrevs av De Toulgoët 1960. Eilema iluopsis ingår i släktet Eilema och familjen björnspinnare. Inga underarter finns listade i Catalogue of Life.